# Louisa Gurney Hoare
Louisa Gurney Hoare (25 septembre 1784 - 6 septembre 1836) est une chroniqueuse et écrivaine anglaise sur l'éducation, et membre de la famille Gurney. Elle est particulièrement préoccupée par les normes d'éducation.

## Jeunesse
Louisa Gurney, née le 25 septembre 1784, est la septième des onze enfants de John Gurney (1749–1809) d'Earlham Hall près de Norwich, un quaker, et de Catherine Bell (1754–1792). Son père hérite de la propriété de la Gurney's Bank à Norwich. Elle est la sœur d'Elizabeth Fry, réformatrice de prison, Joseph John Gurney (1788–1847) et Samuel Gurney (1786–1856), philanthropes, et Daniel Gurney (1791–1880), banquier et antiquaire. Ils sont éduqués en privé, d'abord par leur mère puis par Catherine Bell Gurney, la sœur aînée, selon les préceptes de sa mère. Le régime de jeu, la conversation adulte et l'utilisation gratuite de la bibliothèque d'Earlham sont en contradiction avec les traditions quakers de cette période. Ils sont autorisés à explorer d'autres religions et ont des amis unitariens et catholiques romains, en partie par l'intermédiaire de l'école de Norwich à laquelle Joseph John est envoyé, où ses sœurs suivent également quelques cours.
Tous les enfants sont encouragés à tenir des journaux ou "journaux de conscience" . Celui de Louisa est le plus avidement tenu. Elle enregistre les enthousiasmes des adolescentes pour la nature, la musique et la politique, et son aversion pour les aspects les plus ternes de l'observance Quaker et pour tout traitement injuste d'elle-même ou de ses frères et sœurs. Elle écrit qu'elle est dégoûtée quand un de ses cousins germains de douze ans l'embrasse, mais elle l'épouse plus tard, Samuel Hoare (1783–1847) de Hampstead, le 24 décembre 1806 à Tasborough Meeting Maison à Norfolk.
Le mariage est fortement soutenu par son beau-père, également Samuel Hoare. Selon sa belle-sœur, « Je ne connais aucun événement qui fit plus plaisir à mon père que les fiançailles de son fils avec la fille de son vieil ami. Avec une parfaite confiance en ses principes et la persuasion qu'elle rendrait mon frère heureux, il était content qu'elle soit, comme ma mère, une femme de Norfolk, et s'intéressait beaucoup à leur procurer une maison à Hampstead afin qu'ils puissent s'établir. près de lui."  Le mari et la femme sont baptisés dans l'Église d'Angleterre en 1812 ,.
Samuel et Louisa sont les parents de John Gurney Hoare et leurs descendants comprennent les personnalités politiques Samuel Hoare (1er baronnet), et Sir Samuel John Gurney Hoare, 2e baronnet (plus tard vicomte Templewood).

## Causes et idées
Louisa en vient à être considérée par sa famille comme la plus talentueuse de la fratrie. Elle contribue à plusieurs de leurs causes : la campagne anti-esclavagiste de son beau-frère Sir Thomas Fowell Buxton, et le mouvement de réforme pénitentiaire de sa sœur Elizabeth Fry et de son propre mari.
Cependant, sa principale préoccupation est l'éducation. Ses conseils pour l'amélioration de l'éducation précoce et de la discipline de la crèche (1819) sont écrits à l'origine pour la nourrice (nounou) du premier de ses six enfants. "Une bonne éducation", écrit-elle dans l'introduction, "doit être le résultat d'un système cohérent et connecté". Le livre continue à bien se vendre pendant quatre-vingts ans. Son expérience est enrichie par la tradition familiale et par les influences d'autorités des XVIIIe et XIXe siècles telles que John Locke, Fénelon, John Foster (essayiste) (en), Thomas Babington et Philip Doddridge, et de ses contemporains tels que Sarah Trimmer et Hannah More.
Le deuxième livre de Hoare, Conseils amicaux sur la gestion et l'éducation des enfants, adressés aux parents des classes moyennes et laborieuses de la société (1824), est destiné à compléter l'apprentissage scolaire. Son message selon lequel la discipline doit "préserver les enfants du mal, pas de la puérilité" préfigure une vision positive de l'enfance qui gagne en force à l'époque victorienne. Les parents, souligne-t-elle, doivent respecter leurs enfants et les traiter avec justice, sachant qu'eux aussi ont des droits. Plus important encore, les parents devraient donner le bon exemple, car leurs enfants imiteraient leur discours et leurs actions .
En 1825, elle co-fonde la Ladies' Society for Promoting Education in the West Indies, soutenue par d'autres membres des familles Hoare, Gurney, Buxton et Ricardo. Son dernier travail est un livre mince intitulé Letters from a Work-House Boy (1826), qui est plusieurs fois réimprimé par la Religious Tract Society.
Louisa Hoare est décédée à Hampstead le 6 septembre 1836 . Un de ses six enfants  Edward, écrit plus tard un compte-rendu de l'éducation qu'il a reçue .